# هاري بوتر وجماعة العنقاء (فلم)
هاري بوتر وجماعة العنقاء (بالإنجليزية: Harry Potter and the Order of the Phoenix) الفلم الخامس من سلسة أفلام هاري بوتر تم عرضه في 13 يوليو 2007. الفلم من بطولة دانيال رادكليف بدور هاري بوتر. إيما واتسون بدور هرمايني جرينجر. روبرت غرينت بدور رون ويزلي. هاري بوتر وجماعة العنقاء (اسم مبتكر: بالإنجليزية Harry Potter and the Order of the Phoenix)
هو فلم مغامرات خيالي عرض في عام 2007, مقتبس من النسخة الخامسة التي تحمل نفس الاسم سلسلة هاري بوتر . أخرجه دايفيد ياتس.كتب السيناريو مايكل جولدينبرج
المجموعة التي تولت تمثيل الفلم تتكون من (دانيال رادكلف ،روبرت جرينت ،ايما واتسون ،بوني رايت ،ماثيو لويز ،هلينا بونهام كارتر ،روبي كولترين ،وورويك دايفيس ،رالف فينس ،مايكل جامبون ،برندن جليصن ، ريتشارد جريفث،جيصن ايساكس ،جيري اولدمان ،آلان ريكمان ، فيونا شو،ماجي سميث ،ايميلدا استونتن ،دايفيد ثيوليس ،جولي وولترز ، و ايما ثمبصن)
لم يكتب سيناريو هذا الفلم (ستيف كلوف)، الذي يكون سيناريست أول أربع أفلام.الشركة المنتجة للفلم هي وورنر بروس ، وعرض في 11مايو 2007 في المملكة المتحدة.
بدأت الأعمال كتصوير ومونتاج وتعديل الفلم في أغسطس 2006، واكتملت في نفس العام ف مطلع شهر نوفمبر.
قالت جي كي رولينج في تصريح قامت به في 19|11|2006 علي موقعها الشخصي أنها شاهدت ملخص العشرون دقيقة للفلم الذي أرسل اليها وكانت معجبة جدا بهذا ، بالإضافة الي أن هذا الفلم يكون أفضل سلسلة.
أوضحت رولينج علي عكس الانتقادات الأخرى أنها أعجبت بكيفية المعالجة الدرامية للكتاب.
تدور قصة الفلم بعد ظهور اللورد فولدمورت وعودة قوته إليه بجسده الخاص، فتقرر جماعة العنقاء والتي يترأسها ألباس دمبلدور مدير مدرسة هوغوورتس أن تعاود لم شملها من جديد لمحاربة فولدمورت، وتجد الجماعة صعوبات كبيرة، فمن ناحية أتباع فولدمورت الذين يزدادون، ومن ناحية أخرى تقوم وزارة السحر بمحاربتهم بتهمة إدعاء عودة فولدمورت وإيذاء مجتمع السحرة بالحديث عن هذا الخبر الذي لا أساس له من الصحة، وبالتأكيد تعادي الوزارة هاري بوتر، لأنه ينتمي لهذه الجماعة، خاصة أن هاري بوتر هو أول شخص يشهد عودة فولدمورت.
يكتشف هاري بوتر أن معظم مجموعة السحرة يرفضون لقاءه مع اللورد فولدمورت وأنهم بدؤوا يتجاهلونه. في نفس الوقت يؤكد مدير المدرسة ألباس دمبلدور أن الغرض من إعلان عودة اللورد فولدمورت هو الاستعداد لمواجهته والتأثير على قواه السحرية. ومن جهة أخرى تقوم البروفيسورة دلوريس أمبريدج التي تتولي تدريس مادة الدفاع ضد السحر الأسود بترك الطلاب بهوغوورتس يتعلمون المادة نظرياً، وهذه المادة تحتاج إلى الشرح العملي، فيقوم هاري بوتر بالدفاع عن زملائه، ويحاول تولي الأمور كلها بنفسه وبمساعدة أصدقائه، ويبدأ في التصرف محاولاً عقد اجتماع سري بين الطلاب ليتعلموا كيف يدافعون عن أنفسهم وسمي بأسم جيش دمبلدور، وهكذا يبدأون في تجهيز أنفسهم استعداداً للمعركة الكبيرة التي تنتظرهم.
يعتبر الفلم من الفانتازيا المشوقة، كما يعتبر من أنجح الأفلام حالياً.

## القصة
هاري بوتر الذي ينتظر عامه الخامس في مدرسة هوجوارتس للسحر والشعوذة، تلقي خلال قضائه عطلته الصيفية مع عائلة (درسلي) مكتوبا واحدا من أصدقائه رون ويزلي و هيرميون جرانجر. ولهذا السبب مر الصيف طويلاً ووحيداً علي هاري.
وعندما كان يقيم مع خالته وزوج خالته من أجل عطلته الصيفية، تعرض لهجوم الديمنتورات (المصاصين). ففعل هاري تعويذة الحامي من أجل حمايته وابن خالته دادلي .وسرعان ما يعلم هاري بعد هذه الواقعة، أن جارة خالته (آرابيلا فيج) تكون مراقبة، وجعل (دمبلدور)من مهامها حماية ومراقبة هاري. استدعت وزارة السحر هاري لجلسة محاكمة وربما سيتم طرده من هوجوورتس أيضا بناءً علي قرار التقييد المنطقي للسحر تحت السن القانونية.
وفي ليلة ما وبأمر (دمبلدور)، جاء الي غرفة (هاري) صيادي السحر الأسود اللذين كانوا من بينهم (ألاستور مودي ذوالعين المجنونة)، (كنجسلي شيكلبولت)، و (نايمبهادورا تونكس)، واندفعوا بعجلة الي (تعويذة الشاب) قائلين أن (دمبلدور) ينظم محكمة تمييز رسمية في (وزارة السحر)، وأن يحضروا الي المنزل رقم 12 في ميدان (سيرياس) العراب. هذا المنزل في نفس الوقت مركز الإدارة السري ل جماعة العنقاء.وفتح (سيريس) لجماعة العنقاء منزل عائلته من أجل الاجتماعات. ومن خلال صورة قديمة أظهرها (مودي) لوالد ووالدة هاري، يعلم أنهما كانا من الأعضاء الأوائل ل جماعة العنقاء، وفي تلك اللحظة تكون (مولي)، آرثر ويزلي، (ريموس لوبين)، و سيفيريس اسنيب من بين أعضاء المنظمة، ويوجد أيضا سيرياس بلاك العراب الذي استقبله بدهشة وسعادة. وكان أمل هاري الوحيد في الجلسة القضائية هو الدفاع عن نفسه في المحاكمة المدبرة التي يديرها (كورنيليوس فودج) وزير السحر الذي كانت أسبابه أنه يريد التخلص الأساسي لسحر الشباب. وأحزن هاري (فودج) بتدخل (ألبس دمبلدور) المدير المخلص بقدر كبير ل (هوجوارتس)، وأيضاً بكون هاري غير مذنب بفضل الشاهدة (آرابيلا فيج)، ولكن للمرة الأولي يكون قلق وغير سعيد عندما عاد لمدرسته.
وعند العودة الي هوجوارتس، تعرض هاري لنظرات مريبة، وكذلك الاسم الذي أطلق عليه (بريد المستقبل)، وأيضاً اتهامه الباطل بعودة اللورد فولدمورت، فُحول لقب عائلة هاري من (بوتر) إلي (بوتر)أي المتآمر. يفكر هاري الذي يشعر بالوحدة والعزلة أن لا أحد سيفهم أن صموده في موقفه حتي لاقتراحات (رون) و (هيرمون) للمساعدة والدعم بسبب حياتهم.حتي أقرب أصدقائه.
وقد أُضيف اسم جديد لمجموعة المعلمين في بداية العام الدراسي الجديد في (هوجوارتس). فأحضر كورنليوس فودج وزير الدفاع دولوريس جين أومبردج إلي المدرسة كمعلمة محاضرات الدفاع ضد فنون الظلام، علي الرغم من اعتراضات (دمبلدور) الشديدة. وفي نفس الوقت تكون (أمبريدج) جاسوسة الوزارة. ولم يكن طلاب مدرسة (هوجوارتس) الهدف الوحيد الذي اهتمت به أومبردج، بل أخذ المعلمون أيضاً حصتهم من هجماتها الشنيعة. ولكن ظلت تحت معايير (سيبيل تريلاوني) معلمة التنبؤ و (فليت ويك)و (هاجريد) وسنيب معلمي السحر. وفيما بعد أعطي ل (أمبريدج) سلطة تغيير قوعد المدرسة المرتبطة بما يروق لهواها. وعندما استخدمت البروفيسور (أمبريدج) القوة التي ازدادت لها بمرور الوقت في هوجوورتس، جاءت بقرارات جديدة ومضاعفة أكثر من كل السابقة.فتقريباً يُعلق كل يوم علي جدران مدرسة (هوجوارتس) تقارير جديدة، ومهما حدث يمنع مخالفة النظام الذي وضعته (أمبريدج).
وبتحفيز هاري ورون وهيرموني، بدأ تعليم بعض الطلاب الأسحار اللازمة من أجل حماية أنفسهم ضد فناني الظلام. وبفكرة (جيني)أطلق هؤلاء الطلاب علي أنفسهم اسم جيش دمبلدور. وبدأوا في عمل اجتماعاتهم في غرفة المتطلبات التي اقترحتها (نيفيل لونغبوتوم). وانضمت (تشو تشانج) لاجتماعاتهم وأسعد هذا هاري كثيراً. وفي عطلة عيد الميلاد، حدثت القبلة الأولي في حياة هاري، عندما همُ بالذهاب بعد انتهاء اجتماعاتهم.
تناولوا في محاضرات (هاجريد)الهياكل العظمية المجنحة. فهذه الهياكل المجنحة لو تحمل خصائص الحصان، فهي ليست حصان بالتأكيد، وهذه المخلوقات تشكل مزيج عجيب من الحصان والتنين، ويمكن ان تري أشخاصا شهدوا في المحكمة في الدرجة الأولي علي الموت فقط. وللمرة الأولي يري هاري _الذي شهد علي موت (سيدريك) _أن الذين يجرون عربة الركوب التي تنقلهم الي هوجوارتس هي أحصنة مجنحة. وعندما كان طفلاً صغيراً، كان يستطيع رؤيتهم وأيضاً (لونا لافجود) التي شهدت علي موت أمه، وقبل بهذه المخلوقات اللطيفة أن تكون أصدقاء له. فالأحصنة المجنحة لم يكونوا فقط غير مرئيين للجميع بخلاف هاري ولونا، لكنهم كانوا يتولون وظيفة لا يمكن الاستغناء عنها في نقل سحرة جيش (دمبلدور) الشباب وشجاعتهم إلي المكان الذي سيقوموا فيه حروبهم الأولي التي سيختبروا فيها كل سحر أضافوه حديثا لذخيرتهم.
يقول (هاجريد) لهيرموني وهاري الذي يشعر باقتراب فصله من المدرسة أن أخاه الغير شقيق (جراوب) هو السبب في ذهابه إلي المدرسة متأخراً.ولذلك أخفي هاجريد (جراوب) في الغابة المحرمة.
وفي ليلة ما استيقظ هاري من كابوس مفزع. رأي في هذا الكابوس أنه يهاجم (سيريوس) خلف باب يتذكر أنه رآه عند ذهابه للوزارة من أجل جلسة المحاكمة.ولكن في الحقيقة إدراك احتمال هذا الكابوس لكونه فخ يستخدم من أجل جذبه إلي الوزارة، لكن هذه المخاطرة ستكون مجازفة. ف (سيرياس) يكون عائلته الوحيدة المتبقية. ولهذا السبب ذهب هاري وأحد عناصر جيش (دمبلدور)، وهم"هيرموني جرانجر"، "رون ويزلي"، "جيني ويزلي"، "نيفللا لونجبوتوم"، و"لونا لافجود" لانقاذ (سيرياس). اتجه السحرة الستة الشبان الي قاعة التنبؤ، عند وجودهم في (قسم الاسرار) التي في وزارة السحر. وطبقاً للمنظر (لما يبدو) هناك، فهي غرفة بلا حواف، ولا أطراف، ممتلئة بالتنبؤات التي لا عدد لها موضوعة في ملفات في الرفوف الموضوع بها كرات زجاجية كل واحد بجانب الأخرى والتي تمتد مصطفة.وفجأة يتذكر هاري أنه رأي قاعة التنبؤ من قبل، ولكن (نيفيللا)تكون الشخص الذي قام بالاستكشاف الكبير والأساسي في الصف الذي تجولوا فيه بين الصفوف المرقمة، فتري أنه كُتب (هاري بوتر) علي احدي الكرات الزجاجية.وهاري الذي لا يعلم أن التنبؤ هو مفتاح الوصل بينه وبين (اللورد فولدمورت)، يأخذ علي يديه الكرة.ثم يقع الطلاب في خدعة أسسها أكلة الموت وفولدمورت في قسم الأسرار.وعلي الرغم من اكتمال تعزيز عناصر جماعة العنقاء في وقتها، الا أن قُتل (سيرياس) علي يد (بيلاتريكس لسترانج	).لكن ظهر (دمبلدور) في الوقت المناسب وحمي هاري.واختفي (فولدمورت) و بيلاتريكس لسترانج، ولكن وزارة السحر منذ ذلك الحين آمنت بعودة (فولدمورت).وبرئت ذمة هاري ودمبلدور.

## الصنع
بدأ تصوير الفلم 6 فبراير 2006، وانتهي في شهر ديسمبر 2006. وقام باخراجه دايفيد ياتس .ففي المرحلة الأولي فكر منتجي الفلم في (مايك نويل) مخرج (هاري بوتر وكأس النار).لكن (نويل) اضطر الي رفض هذا الاقتراح بسبب انشغاله بفلم (الحب في زمن الكوليرا).
هذه أفكار دايفيد ياتس بخصوص الفلم:
"طلاب هذه القصة قد نضجوا، واجتياز كل شيء في فترة أكثر تعقد يكون مثير للمشاعر بالنسبة لي.فهذه القصة متعلقة بفهم العصيان وحدود سن الرشد، ومتعلقة أيضاً بالعلم الذي سيكون صعباً بهذا القدر، وأحياناتتعلق بضرورة ابداعنا في عالمنا هذا.باختصار، قصة هذا الفلم هي اندماج أشياء لا تصدق ورائعة التي حدثت في الأفلام السابقة بكل السحر والمتعة الذي أضيف الي كتب جي كي رولينج، بالإضافة الي أنه يحتوي علي أفكار وموضوعات معقدة قليلاً، و (يلمح الي)ألمَ بالأشياء التي تخاطب بشكل أكثر الراشدين".
لم يكتب (ستيف كلوفز) سيناريست الأربعة افلام السابقة سيناريو الفلم. وذلك لأنه صرح بكونه مشغولاً بمشروعات أخرى في تلك الأثناء.ولهذا السبب قام (مايكل جولدبرج) بملائمة الفلم من كتاب الي فلم سينيمائي. وصرح (كلوفز)بأنه سيعود بالفلم المسمي هاري بوتر والأمير الهجين الذي يكون فلم هاري بوتر التالي.
(ستيوارت كريج) الذي صمم المواقع التي صور فيها الفلم السابق، تولي نفس المهمة أيضا في هذا الفلم.وأهم تصميم نفذه في هذا الفلم هو مبني وزارة السحر الذي لم يكن موجوداً في الأفلام السابقة.ويُذكرأن المبني كان طوله 70 متراً.وهذا أيضا أكسبه ميزة كونه الموقع الأكبر من بين أفلام هاري السابقة.
وضع جون ويليامز ألحان موسيقي أول ثلاثة أفلام، وقد لحن (نيكولاس هوبر)موسيقي هذا الفلم من بعد (باتريك دويل) الذي لحن موسيقي الجزء الرابع.واضاف (هوبر) للفلم وقام بقوالب وأنواع مختلفة مرتبطة بنغمات معروفة، كماوضع أيضا في هذا الفلم (نغمة هيدويج)مثلما كانت في كل فلم والتي قام بتلحينها (جون ويليامز).عزف الألحان الموسيقية التي جاءت في الفلم أوركسترا (غرفة لندن) في ديسمبر لعام 2005 وفي يناير لعام 2006، وسجلت في لندن في استديوهات (آبي ميوزيك).وبمقارنة هذا الفلم بالأفلام الاخري، فقد اهتم بالموضوعات المفزعة في الموسيقي بسبب أن المشاهد كانت مهيبة وحافلة بالخوف الشديد. وخصوصاً اشتدت الموسيقي في المشاهد التي يوجد فيها دولوريس أومبردج و اللورد فولدمورت بشكل قوي ومؤثر علي الموضوع.واستُخدم طبول الحرب التقليدية اليابانية (تياكو) من أجل أن تصبح الموسيقي مؤثرة وتزود العمق في الأصوات. الألبوم الذي يوجد فيه موسيقي الفلم سيصدر في 10 مايو 2007 قبل ثلاثة أيام من عرض الفلم.
وعندما كان يُجهز لمشهد الحرب الأخير، تلقي الممثلون في الفلم دروساً في (التلويح بالعصي).وطور (كوريوجرافي باول هاريس) حركات مختلفة من أجل السحر المختلف.وشكل للمثلين في أنواع الحروب الفردية بالإضافة الي اختلاف الحركة الأساسية.
وفي تقرير ايما واتسون الي قامت بدور هيرموني جرانجر عن مشاهد الحرب قالت «كان ممتعاً جداً، وأضفت الحركات وضوح أكثر ديناميكية ونشاط عن مشاهد العراك سابقا»
محرر الفلم هو (مارك دي)، واهتم (سلومير ايدزيك) ب (الصور السينيمائية).ومصممة البدل هي (جيني تيميم)، ومسئولو الخدع البصرية هم (جون ريكارصن)،(تيم بروك)، و (نيك دادمان).وأحد الشخصيات الجديدة التي في الفلم،(جراوب)العملاق أخو (هاجريد).وابتكر في الفلم بتقنية متطورة بواسطة شركة (ايميدج متريكس).(بارول هاريس) الذي عمل عدة مرات سابقة مع دايفيد ياتس ، مرن الطاقم مستخدما العصا في المشاهد التي بها السحر الذي يُنفذ، وعدل الحركات التي تقوم بها الشخصيات بهدف احداث بعض التجديدات.
نفذت شركة الفنون الاليكترونية لعبة الفلم الحاسوبية (جيش العنقاء).وأوضحت المؤسسة الانتاجية (الشركة المنتجة) أن تاريخ صدور العرض للأسواق سيكون قبل أسبوع من عرضه.
وكانت ميزانية الفلم 75 مليون جنيه استرليني(أي ما يعادل حوالي 200 مليون ليرة تركية).

### مواقع التصوير
(ستيوارت جريج) الذي نفذ تصاميم مواقع الأربعة أفلام السابقة، صمم أيضا الأماكن في هذا الفلم. موقع ساحة دخول وزارة السحر التي يبلغ ارتفاعها 70 متراً، هو الموقع الأوسع والأغلي في سلسلة أفلام هاري بوتر حتي الآن، فاستُخدم 30 ألف بلاطة وُضعت كل منها واحدة تلو الأخرى من أجل تغليفه.ومن جهة أخرى سيُري (سيُلاحظ) أنه أكبر بفضل الستائر البيضاء، والمدخل، والخدع البصرية. ويُعرف (ستيوارت جريج) مصمم العمل، ديكور البهو الكبير للوزراة كونه (ملصق دعائي لقودح علي النمط (الطراز) السوفيتي).باب زوار الوزارة التي مقرها لندن، الذي يدخل منه هاري مع آرثر ويزلي الذي عمل في الوزارة، يكون على شكل كابينة تليفون عادية وذلك لأسباب وجيهة جداً.ولهذا يفسر (جريج) مصمم الإنتاج قائلاً:-«فكرنا أن تأسيس وزارة السحر سيكون ممتع أسفل الوزارات العامة، ولهذا السبب، أسسنا كابينة الهاتف على رصيف بالقرب من وزارة الدفاع. وبالتبعية، لم يعرف العامة أيضاً أن وزارة السحر تمتد تحت وزارة الدفاع».
مشهد محاكمة هاري بوتر الذي في وزارة السحر تطور قليلاً محتفظاً بالوفاء لمشهد محاكمة ايجور كراكاروف الذي في كأس النار. أراد المنتجون من (رولينج) تفاصيل بشأن شجرة عائلة بلاك التي غطت الثلاثة حوائط للمنزل رقم 12 في ميدان (جريممالد).فأرسلت (رولينج)فاكساً للمنتجين قالت أن شجرة عائلة بلاك تشتمل علي اسم وتاريخ ميلاد كل فرد من العائلة.
بالإضافة الي أن (جريج ستيورات) وفريق العمل استخدموا الدانتيل والأشياء الصغيرة الناعمة والمزينة لاضفاء ديكور من درجة اللون الوردي علي مكتب دولوريس أومبردج التي أضيف حديثاً الي السلسلة.كما رجحوا الطراز الفرنسي في الأثاث. والميزة الأبرز في المكتب،200 طبقة يوجد بها صور لهررة معلقة علي حوائط المكتب.اما بعض هذه الهررة فهي ذو صوت وحركة.
وعند وصول هاري بوتر وأصدقائه الي شقة الأسرار التي في وزارة السحر، اتجهوا الي قاعة التنبؤ التي رآها في منامه مع أصدقائه من جيش دمبلدور من عدة أشهر.وهنا طبقاً لما وُصف في الكتاب، فهي حجرة بلا حواف ولا أطراف، وممتلئة بالتكهنات التي لا حصر لها موضوعة في ملفات ممتدة في الرفوف جنباً الي جنب الكرات الزجاجية.وأوضح (ستيوارت جيرج)أن الخطط المبتكرة هي «في الحقيقة فعلنا 15ألف كرة زجاجية وقمنا بتثبيتها علي الرفوف الزجاجية».لكن في حالة انكسار الرفوف بعد ذلك، فان اعداد الرفوف من جديد، وتثبيت الكرات من أجل التصوير قد يستغرق أسابيع.ولهذا السبب، كل المشاهد صًورت من أمام ستار أخضر.وأُضيف شريط باللون الأخضر الفوسفوري علي الأرض من أجل اظهار الي أين يجري الممثلون.وهكذا تكون قاعة التنبؤ، الموقع الأول في فلم لهاري بوتر الذي ابتُكره الحاسب الآلي كاملاً.
| ملصق الفلم |
| --- |
| المخرج دايفيد ياتس المنتج دايفيد هيمان دايفيد بارون قصة جي كي رولينج تهيئة (تعديل) مايكل جولدينبرج الممثلين دانيال رادكلف روبرت جرينت ايما واتسون رالف فينس مايكل جامبون جيري اولدمان آلان ريكمان اميلدا استونتون موسيقي نيكولاس هوبر جون ويليامز مخرج اللقطات اسلوومير ايدزيك بنية الأحداث ماري دي موزع وورنر بروس نوعه فلم سينيمائي نوعه الأدبي فلم اثارة مغامرات عائلي رائع اللون ملون تواريخ عرضه 13 يوليو 2007 (الولايات المتحدة) 12 يوليو 2007 (المملكة المتحة) المدة 138 دقيقة الدولة الولايات المتحدة الأمريكية المملكة المتحدة الإنجليزية اللغة الإنجليزية الميزانية 150.000.000 مليون دولار الايرادات 938.212.738 مليون دولار |

انظر أيضا:هاري بوتر وجماعة العنقاء

## أماكن التصوير
- رصيف مرفأ بتلر بنهر التايمز (لندن)
- مجرى كلاتشيج هايلندر (اسكتلندا)
- حصن ويليام (اسكتلندا)
- استديوهات ليفيسدين (إنجلترا)
- نهر التايمز (لندن)
- بحيرة فيرجينيا (إنجلترا)
- محطة أنفاق ويستمينستر (إنجلترا)

## فريق العمل
| الدور                | الممثلون            | المصدر            |
| الشخصيات الرئيسية    | الشخصيات الرئيسية   | الشخصيات الرئيسية |
| -------------------- | ------------------- | ----------------- |
| هاري بوتر            | دانيال رادكليف      | [ 17 ]            |
| رون ويزلي            | روبرت غرينت         | [ 18 ]            |
| هرمايني جرينجر       | إيما واتسون         | [ 19 ]            |
| طاقم هوغوورتس        |                     |                   |
| أرغوس فليتش          | ديفيد برادلي        | [ 20 ]            |
| ولمينا جربل بلانك    | آبل بروك            | [ 21 ]            |
| روبياس هاجريد        | روبي كولترين        | [ 22 ]            |
| فيليوس فليتويك       | وارويك ديفيس        | [ 23 ]            |
| ألباس دمبلدور        | مايكل جامبون        | [ 24 ]            |
| سيفروس سنيب          | آلان ريكمان         | [ 25 ]            |
| منيرفا مكجونجال      | ماجي سميث           | [ 26 ]            |
| دلوريس أمبريدج       | إيميلدا ستانتون     | [ 27 ]            |
| سيبيل تريلاوني       | إيما تومبسون        | [ 28 ]            |
| طلاب هوغوورتس        |                     |                   |
| دراكو مالفوي         | توم فيلتون          | [ 29 ]            |
| نيفل لونغبوتوم       | ماثيو لويس          | [ 30 ]            |
| لونا لافجود          | إيفانا لينتش        | [ 31 ]            |
| فريد ويزلي           | جيمس فيلبس          | [ 32 ]            |
| جورج ويزلي           | أوليفر فيلبس        |                   |
| زاكارياس سميث        | نيك شيرم            |                   |
| فينست كراب           | جيمى وايليت         |                   |
| جيني ويزلي           | بوني رايت           | [ 33 ]            |
| أعضاء جماعة العنقاء  |                     |                   |
| ألاستور مودي         | برندان غليسون       | [ 25 ]            |
| سيرياس بلاك          | غاري أولدمان        | [ 34 ]            |
| ريموس لوبين          | ديفيد ثويليز        | [ 35 ]            |
| مولي ويزلي           | جولي والترز         | [ 36 ]            |
| فولدمورت وأكلة الموت |                     |                   |
| بيلاتريكس لسترانج    | هيلينا بونهام كارتر | [ 21 ]            |
| لورد فولدمورت        | راف فاينز           | [ 37 ]            |
| لوشيوس مالفوي        | جاسون آيزاك         | [ 23 ]            |

### الصور المركبة المرئية
قام (تيم برك) بعمل رقابة للصورالمركبة المرئية في الفلم، وقام (جون ريتشاردسون) بعمل رقابة على الصور المصطنعة الخاصة، وقام (نيك دودمان) بالرقابة على الصور المصطنعة التي تم خلقها. تم استخدام صور مصطنعة مرئية في الفلم فوق ألف ربعمائة صورة، بينما يتم تمثيل المشاهد التي يوجد بها رجال ذو خيول، فان الممثلين يجمعون الرجال ذو الخيول مربوطين بعصوات غليظة في أماكنهم ويؤدون أدواراً أمام الناس التي ترتدى ملابس خاص’ ذو لون أزرق ونماذج مصغرة.لأنه قد تم تكوين المخلوقات الموجودة في الفلم بشكل تام في الحاسوب، وتم وضعها بدلاً من الدوبليرات.
إن شركة (دابل نيجاتيف) التي تعد واحدة من الشركات التي تقوم بأعمال الأصوات المركبة بالفلم، اجتهدت في تصوير مشاهد الغابة المحرمة،هوجوارتس،غرفة الضرورة، صالون التكهن، غرفه التول، وسحر المدرب الموجود بالفلم وذلك بواسطة 250 شخصاً من العاملين.واستمر هذا التصوير تسعة عشر اسبوعاً.تم عمل كهانات بقامات مختلفة في شكل كروى والتي توجد في غرفة الكهانة التي تعد بأكملها صوره للحاسوب.ويذكر تصوير الممثلين والذي تم اجرائه أمام الشاشة الخضراء بواسطه كاميرا اليد الخاصة.
وظهر جراوب العملاق الذي يعد الأخ الغير شقيق لهاجريد باعتباره شخصية جديدة في هذا الفلم.إن عبارات الفنان (تونى مودسلى) المرتبطة بالشخصية والوجه استخدمت من أجل عمل شخصيات جراوب وذلك بدلاً من تأسيس الشخصية من الصفر.

### الأماكن التي صور فيها الفلم
تم تصوير كثير من المشاهد الداخلية في استوديوهات ليفيسدن واتفورد مثل المشاهد الموجودة فيالصالون الكبيروالقيادة الخاصةوميدان جريمولد رقم 12.
إن أعضاء هارى بوتر و جماعة العنقاء بينما تتجه مباشرةً إلى مقر جماعة العنقاء الذي في 12 رقم بميدان جريمولد علي نهر التايمز ، يرى لندن آي و منطقة كنارى وارف و ساعة بج بين و قصر بكنجهام و سفينة اتش ام اس بلفاست في الخطة الخلفية. تم التصوير في محطة كنجس كروس رصيف 9¾ مثلما هو موجود في الأفلام الأخرى.
استخدمت الأماكن المختلفة في اسكتلندا من أجل التصويرات الخارجية.وفي المشاهد الهامة من أجل الفلم استخدمت بلدة فورت ويليام الموجودة في  من أجل الجبال المثلجة قممها والأودية الضيقة التي ذكرت في الكتاب. استخدمت بلدة جلانفينان مثلما موجود في الأفلام الأخرى داخل الأودية التي عبرها هوجوارتس اكسبريسى. استخدمت بلدات جلان كو وكلاتشج جولى  وجلان اتيفا من أجل بعض تصويرات الهواء المفتوح في [http://اسكوتشيا اسكوتشيا[50].استخدمت بلدات جلان كو وكلاتشج جولى  وجلان اتيفا من أجل بعض تصويرات الهواء المفتوح في اسكوتشيا[50.استخدمت بلدات جلان كو وكلاتشج جولى  وجلان اتيفا من أجل بعض تصويرات الهواء المفتوح في اسكوتشيا وجلان اتيفا من أجل بعض تصويرات الهواء المفتوح في [http://اسكوتشيا اسكوتشيا.وطبقاً لما ذكر في المقالة التي نشرت في (The Scotsman)، فقد أنفق المنتجون في عام2006 من أجل التصويرات التي تم عملها في [http://اسكوتشيا اسكوتشيا خمسين ألف جنيهاً استرلينى انجليزى.
وقد تم قطع بعض المشاهد بسبب عدم كفاية مدة الفلم.والثانى منهم هو مشهد شرح الأحصنة المجنحة في درس الاهتمام بالمخلوقات السحرية ل هاجريد والذي تم تصويره في بورنهام بيتشس  ومشهد الهجوم مع سحر افقاد الصواب للأستاذ مكجونجوال بجانب كوخ هاجريد لعاملين وزارة السحر والذي تم تصويره بجانب بحيرة فرجينيا ببلدة (سوراى).

### الاختلاف بين الفلم والكتاب
إن كتاب هجوم بريطانيا 766 صفحة وكتاب هجوم تركيا الذي هو 1114 صفحة هو أطول كتاب بسلسلة الكتب.على الرغم من عدم وجود في الكتاب شخصية (نيجل)الذي أحياه (ويليام مالنج)، ولكن له دور صغير في الفلم.ويوجد في الفلم شخصية (اسلايتلى كريبى بوى)والذي أحياه (ريان نلسون)على نفس الشكل. وبجانب ذلك فإنه على الرغم من وجوده في الكتاب فإن لقاء هارى مع ريتا اسكيتر، واصطحاب الحافلة (هيزر)، ومشاهد كوديش، وأغنية ويزلي ملكنا التي ألقاها طلاب مبني سليثيرن لم تحتل مكاناً في الفلم.انعكس دور تشو تشانج في الفلم باعتبارها أحد الأساسات، وكأنهاصديقته في الكتاب.لم يتم التحدث في الفلم عن اختيارات هيرموني،رون، و دراكو لرئيس الطلاب.
أن ماهو غير موجود في الكتاب والفلم، وريجولوس بلاك أخو سيرياس، والمرآة التي قدمها سيرياس، ولوحة أم سيرياس بلاك، بينمالايعرضون بشكل مفصل ولكنهم يحتلون مكانة في الفلم بتحدث جن المنزل (كريتشار) معه خلف ستار.

## توزيعه

### التسويق
عدل
تم نشر اللقطات الأولى من الفلم في السابع عشر من نوفمبر لعام 2006. تم نشر المشاهد العالمية في 22 يوليو 2007. تم ترويج اللعبة بنفس الاسم مع الفلم التي أصدرتها شركة الفنون الالكترونية قبل صدور الفلم أي في 25 يونيه. تم ترويج [http://الموسيقي%20التصويرية%20للفلم الموسيقي التصويرية للفلم[57].تم ترويج الموسيقي التصويرية للفلم.تم ترويج [http://الموسيقي%20التصويرية%20للفلم الموسيقي التصويرية للفلم.تم ترويج [http://الموسيقي%20التصويرية%20للفلم الموسيقي التصويرية للفلم.تم ترويج [http://الموسيقي%20التصويرية%20للفلم الموسيقي التصويرية للفلم.صرح وورنر بروس بأن بترويج الهجمة الخاصة بالفلم والتي تشمل جزئين، وترويج إصدار نسخة عريضة الشاشة، ونسخة شاشة كاملة، وإصدار تقنية (اتش دي -دي في دي) عالية الجودة، وطقم الهدية الخاص ذو خمسة أفلام والذي سيصدر في مقدار محدود في خمسة أفلام وذلك بتاريخ 11 ديسمبر. وصرح بترويج DVD للفلم في البرازيل بتاريخ 14 أكتوبر 2007، وفي ألمانيا بتاريخ 16أكتوبر عام 2007، وفي فرنسا في يناير 2007.وبالإضافة لذلك فقد صرح بإضافة قرص مدمج خاص لمدة ساعة تقوم به المشاهد المقطوعة من الفلم داخل الDVD.ومضمون القرص الخاص كالآتى:-
-المشاهد المقطوعة (15دقيقة)
-ترلينج تونكس (19.21 دقيقة)
-هاري بوتر: سحر التحرير (30 دقيقة)
-أسرار هاري بوتر الخفية (44 دقيقة)
-ROM (جدول التصوير من الفلم السادس)
-The Hogwarts DVD وHarry Potter EA Game ومشاهد تعارف Lego Batman Game.
بعض المشاهد الموجودة بالجزء الخاص والتي تم مسحها كالتالى:
رفع نافيلا لصوت هارى ومحيط الكاميرا الراهنة . أما في أمريكا و إنجلترا فينتظر الترويج في 12 أكتوبر.

### عرض الفلم
المادة الأساسية:تواريخ عرض فلم هاري بوتر وجماعة العنقاء.
اليوم الافتتاحى في طوكيو.تم تقديم مشهد حوالى عشرين دقيقة من الجزء الأخير للفلم في شكل ايماكس IMAX ثلاثية الأبعاد مستخدماً تكنولوجيا تحويل البعدين لثلاثة أبعاد فيما يتعلق ب IMAX’.وعقب فلم القطار القطبى كان هناك فلم هوليوودالثانى، والذي تم تحويله إلى ثلاثة أجزاء مع استخدام تكنولوجياIMAX DMR.ودخل الفلم للعرض في تسعة آلاف صالة عرض وفي 4,258 مكاناً في جميع أقطار أمريكا.كان يوجد أيضاً عرض ذو كفاءة واسعة بقدر ماكان في فلم وورنر بورس.وبالإضافة إلى ذلك فقد أرسل وورنر بروس من أجل الفلم عدد 22 ألف رسالة ماجستير إلى جميع أنحاء العالم طابعاًإياهم في نسخ.وهذا هو أعلى عدد نسخ بالقدر الأساسى . وقد حاز الفلم أعلى رقم قياسى بالسينما ل وورنر بروس مع عرضه في 1350 ساحة رقمية بجميع أنحاء العالم.
تم عمل اليوم الافتتاحى والعرض الأول للفلم في ثلاث دول.وأولهم في طوكيو عاصمة اليابان وذلك في 28 حزيران 2007 .وإنضم إلي اليوم الافتتاحي دانيال رادكليف الذي قام بدور هارى بوتر.وتم الالتقاء بمشاهديه في الوطن الأصلى للفلم يوم 3 تموز بعد خمسة أيام من ذلك.تم عمل اليوم الافتتاحى في ميدان (أوديون ليستر) في لندن.ويرى في اليوم الافتتاحى جي كي رولينج كاتبة الكتاب. وبعد ذلك تم عمل مسرح غرومان الصيني في لوس أنجلوس في 8 تموز 2007 باليوم الافتتاحى للفلم في أمريكا.إن الثلاث نجوم الشباب بالفلم دانيال رادكليف، و روبرت غرينت، و ايما واتسون المنضمين إلى اليوم الافتتاحى قد التقوا باللآلاف بشكل ودي.
تم عمل اليوم الافتتاحى الذي في تركيا في مركز كانيون للتسوق ب (ليفيت) وذلك في 7 أغسطس 2007.وانضم إلى العرض الافتتاح كاتياليونج الذي أحيا اتشو اتشانج وأيضاً جاميس و أوليفر فيلبس الذين أحيوا فريد و جورج ويسلى. إن الممثلين الذين أتوا إلى اليوم الافتتاحى بواسطة أتومبيل خاص قد سجلوا إمضاتهم لمعجبينهم الذين أتوا لرؤيتهم مارين بالساحة الحمراء التي توجد أمام مركز التسويق.تم عرض الفلم في 303 ساحة سينما مع 165 نسخة وذلك بتاريخ 10 أغسطس عام 2007 في تركيا. و253 منهم مديلج و66 يجرى حوله تعليقاً. وعلى الرغم من أن أطول كتاب بمجموعة الأفلام 1114 صفحه إلا أنه كان أقصر فلم بالمجموعة حيث يستغرق 138 دقيقة. صرح بإدخال صوت عالى في موقع الإنترنت الرسمى وأيضاً باستضافة الفلم للمشاهد المرعبة.ومن أجل الفلم استخدم في أمريكا رمزPG-13والذي يدل على أنه يلزم على الوالى توجيه أبنائه تحت عمر 13 عاماً أما في إنجلترا فيستخدم  الرمز12A والذي يدل على أنه يمكن للصغار أن يشاهدوا الفلم بداية من عمر 12 عاماً ولكن عند وجود الكبار بجانبهم.

## الممثلين والشخصيات
المادة الأساسية:ممثلى فلم هارى بوتر وجماعة العنقاء.
معلومات أكثر:قائمة الممثلين الموجودين بفلم هارى بوتر.
ان دانييل رادكليف الذي أحيا هارى بوتر هو الشخصية الرئيسة بالفلم.وهو يضطر لمحاربة هارى الذي يتقابل مع لورد فولدمورت في المشهد الرابع بعالم السحر ويحاربه من خلال عالم السحر الذي لا يؤمن به.وبالإضافة لذلك فهو يقدم علم بارز للأصدقاء من أجل حماية أنفسهم.ان روبرت جرنت الذي أحيا رون ويسلى هو واحداً من أفضل أصدقاء هارى.وهو يساعد هارى في حماية جيش دومبلادورا وأيضاً في الحرب التي كانت في Esrar Dairesi.ان ايماواتسون التي أحيت هارميونا جرانجر هو واحداً من أفضل اصدقاء هارى.وهو يساعد هارى في حماية جيش دومبلادورا وأيضاً في الحرب التي كانت في Esrar Dairesi.إن فينيس رالف الذي أحيا لورد فولدمورت هو العدو الاساسى لهارى.وفي المبارزة التي قام بها مع لورد فولدمورت في أعمال السحر بقى هارى في المنتصف.إن ميتشيل جامبون الذي أحيا ألبوس دومبلادورا هو مدير مدرسة هوجوارتس.وقد ابتعد عن هارى طول العام وصرح بسبب وقوفه بعيداً عنه في نهاية الفلم.إن جارى اولد مان الذي أحيا سيريوس بلاك هواشبين هارى.وقد ترك هارى إلى الأبد في الحرب الكبيرة التي كانت في Esrar dairesi.ان ايمالدا استانتون الذي أحيا دولورتس امبريدج هو المعلم الدفاعى ضد الفن المظلم الجديد.ويقدم صعوبات كبيرة لهارى في عامه الخامس.

### اختيار الممثل
إن رادكليفا الذي أحيا هارى بوتر الساحر الشاب في كل الأفلام، والمعتمد على سلسلة روايات J.K. رولنج قد أحيا هارى بوتر في هذا الفلم أيضا.أحيا روبرت جرينت و ايما واتسون شخصية رون و هرميونا الذين هم أفضل أصدقائه.إن مجلة الفلم الأساسية بانجلترا ترى أن أمبيرا جرينت وأصدقاء دور هارى بوتر وهم دانييل رادكليفا و ايما واتسون يستحقون جائزة الإسهام الفائق ذو مكانة عالية وذلك بسبب الإجادة في العرض. وفي الواحد من إبريل لعام 2006 تم الإبلاغ باختيار الممثلة الأجنبيةهيلين مكرورى لدور بلاترس ليسترانجى. ولكن اضطرت ماكرورى للانسحاب من هذا الدور بسبب حملها.وصرحت بعد انسحابها في الخامس والعشرين من شهر مايو باحياء هيلينا بولهان كارتر لدوربيليتراكس. وفي الاختيارات التي تم عملها من أجل دور لونا لاف جود، تم اختيار ايفانالينتش لهذا الدور من بين 15 ألف شخصاً. وبينما تصدر أقاويل باختيار استورات هاستنجس للقيام بدور الشاب ريموس لوبين، فقد صرح بإحياء جاميس أوتيتشن للشاب لوبين وذلك في الخامس والعشرين من شهر مايو.أما جامس والترس الذي انضم للاختيارات من أجل القيام بدور شباب ريموس لوبين، فقد تم اختياره في هذا الفلم أيضا من أجل احياء وضع الشباب عند سريوس بلاك.لم يرغب المخرجون أخذ دور كريتشر جن منزل عائلة بلاك في الفلم.ولكن أيضا يضاف هذا الدور للفلم مع توضيح رولنج باحتلال هذا الدور مكانة هامة في الفلم الأخير. وقد ألقى تيموثى باتيسون أغنية لهذه الشخصية في الفلم. قام أوغوز هان أكالين بأداء الأغنية ل هارى بوتر، وغنى كريمجان كوسا ل رون ويسلى، وغنى هازال أردال ل هرميونا جرانجر، وغنى مراد شان ل سيريوس بلاك وذلك في تدوال اللغة التركية بالفلم.

### هارى بوتر
إن دانييل رادكليف الذي أحيا هارى بوتر شعر بانقطاعه عن أقرب أصدقاء هارى بوتر طوال الصيف، ولأن رون و هرميونا لم يكتبوا له أي رسالة طول فترة الصيف الطويلة وذلك لسبب لا يعرفه.وهذا يعد نقداً جارحاً، ولو يجرى التفكير في الأحداث المربكة والتراجيدية التي عاشها خاصة في العام السابق شئ مثير للاهتمام أيضاً.وأذهل هارى وقوف دومبلادور بعيداً عنه في جلسة المحكمة وفي المدرسة.وقال ميتشيل جامبون الذي أحيا شخصية دومبلادور، قال في هذا الموضوع مايلى: "يرى هارى دومبلادور كانه ميناءًمن، ولكنه شاهداً على هيجان المياه في الميناء الاًمن بهذا الفلم.كماأن قوة دومبلادوركانت تحت تهديد شديد، ولكن هذا الموقف يجعله إنساناً أكثر، أليس كذلك؟وفي هذا الصدد فان امكانية استخراج دور مختلف للشخص يعد تجربه مثيرة. إن إظهار الوزارة وبريد المستقبل بأن هارى شخصاً كاذباً يسبب في شعور هارى بالوحدة.تشبث برأيه أمام اقتراحات التعاون والدعامة من قبل أفضل أصدقائه رون وهيرميونا، وذلك بسبب اعتقاده بأنه لا يفهم أي شخص ماعاشوه.وبتشجيع رون و هرميونا زادت ثقته بنفسه وقام بتعليم أعمال السحر اللازمة لبعض أصدقائه الذين كانوا معه في المدرسة وذلك من أجل حماية أنفسهم ضد الفنون المظلمة في اجتماعات خفية.أظهر كاتب الكتاب .j.kرولنج متلاثماً مع اتشو اتشانج ضخامة الشخصية.ان دانييل رادكليفا الذي أحيا هذه الشخصية، في نهاية الفلم: قال"يلاحظ هارى أنه مهما كانت أنصار وقوة فولدمورت، فهو لن يمتلك شيئاً ملكاً لهارى.وهذا إخلاص حقيقى وغير مشروط من أصدقائه"

## انجازاته

### التعليفات ووجهات النظر
إن الدراسات المتعلقة بالفلم إيجابية بشكل عام.علقت مجلة (التليغراف) بإنجلترا على الفلم بأنه الفلم الأكثر ظلمةً. وذكرت مجلة (الأخبار اليومية) في نيويورك تعليقها في مجلتها قائلةً «بأنه أفضل فلم بسلسلة أفلامه مقدماً أربعة نجوم على أربعة في الفلم، كما قالت» إن ارتباطات هارى تجعل المخرج دايفيد ياتس يعكس الكون الواسع عند جي كي رولينج باحترام واهتمام. وأوضحت مجلة The Sunday Mirror بأنه فلماً يلزم «مشاهدته وأنه فلماً مظلماً ولذيذاً وممتعاً» مع تقديم أربعة نجوم على خمسة في الفلم. وعرف الفلم في هجوم مجلة Empire بأغسطس والتي نشرت أخبار السينما بأنه «الفلم الأكثر إثارة للمشاعر والأكثر تخلفاً ومليئاً بالأحداث». إن هارى وجماعة العنقاء تم اختياره كفلم ذو رقم واحد يلزم مشاهدته دون عرض سينمائي، وذلك في الادعاءات التي مثل الرجل الثالث العنكبوت و الرباعى الرائع ومن بينهم ما ذكر في المقالة التي نشرت على موقع MTV بالقناة الموسيقية. كما أن مجلة تايمز التي نشرت في لندن، صرحت بحدوث كسر للخيال؛ بسبب عدم القدرة على تعبير شخصيات الأبطال الثلاثة الأساسية عن مشاعرهم بشكل عام، وأنها في هذا الموقف تعد أضعف نقطة بالفلم.
أثنت مجلة رولنج استون في نجاح الثلاث ممثلين الأساسيين، وخاصة بالنسبة لرادكليف فقالت "أن أحد أجزاء الفلم الأكثر بهجةً هو ضخامة دور دانييل رادكليفا مع دور هارى أمام المشاهد.وأنه عمق شخصية الكوابيس التي تزعج بشكل مستمر.وأن توافق جميع الأسس للخوف من اللين (الرأفة) يعد أداءً مثيراً بالنسبة لدانييل.وبالإضافة إلى ذلك فقد أوضحت مجلة رولنج استون في بحثها بأن هذا الفلم أفضل من الأربعة أفلام السابقين. ويقول الناقد السينمائي ألين تاشاتشيان بمجلة Milliyet على الفلم بأنه كلما كان المخرج Yates غير متعلق بالتفاصيل في زمرة هارى بوتر التي تظلم القصة، كان يسردها في شكل ايقاعى عالى. وأفصحت مجلة يانى شافاك عن الفلم بأنه"الفلم الأكثر بروة بالمجموعة«وعلقت بأنه» كيان متكامل بالمجموعة، وانه جزءاً لا يؤثر في الذين ينظرون اليه واثقين النفس. نال الفلم 7,7 من 10 ب44,657 صوت في imdb والتي تعد قاعدة البيانات التي تشمل المعلومات المتعلقة بأفلام السينما والتليفزيون، ونجوم الأفلام والمسلسلات.

### نجاح الشباك
واعتباراً من لحظة دخول الفلم للعرض، نال دخل الشباك 558 مليون في جميع أنحاء العالم في خلال أسبوعين. حازت هذه المرافقة أرقام شبابيك عالمية مع دخل افتتاحى بحوالى 29,2 مليون دولار في 29 دولة قامت بعرضه يوم الأربعاء في الحادى عشر من شهر يوليو.نال الفلم أكبر دخل للقطاع في هولندا و بلجيكا، أما في فرنسا،إيطاليا، و البرازيل، فقد نال ثانى أكبر دخل افتتاحى.وبالإضافة إلى ذلك فقد نال أعلى دخل ليلى لصور وورنر بروس، وأعلى دخل يومى، وأعلى دخل لافتتاح «هارى بوتر» حتى يومنا هذا.
وشاهد الفلم 80 ألف شخصاً في اليوم الأول من عرضه بتركيا، وتم عمل أكبر افتتاح بالمجموعة باليوم الأول بتركيا. وفي الأسبوع الخامس لعرضه في تركيا وصل عدد المشاهدين إلى 620.520مشاهداً.
نال فلم هارى وجماعة العنقاء دخلا280,8 مليون دولار (£ 140,1 milyon) في الولايات المتحدة الأمريكية، و92,7 مليون دولار (£46,2 milyon) في المملكة العربية المتحدة.وهذا الدخل الأكثر ارتفاعاً في فلم هارى الثالث في الولايات المتحدة، أما في المملكة العربية حاز فلم هارى بوتر أعلى دخلاً.ونال دخلاً 502,3 مليون دولار (£253,5 milyon) في الدول الأخرى.ومع ذلك فقد نال دخلاً حول العالم في جملته $874,8 مليون دولار والتي أكثر من (£436,6). وبالإضافة إلى ذلك فقد حصل الفلم دخلاً 928 مليون دولار أمريكى في العالم بأسره في يومه الرابع والخمسين من دخوله للعرض.وهذا الفلم هو الفلم الثانى الأكثر مشاهدة في العالم بأجمعه في عام 2007 وحتى الآن، وهو في المرتبة العاشرة في قائمة الأفلام التي حازت أكبر نسبة مشاهدة على مر الأزمنة.وبالإضافة إلى ذلك فقد حاز الفلم المركزالسادس في قائمة الأفلام التي نالت أكبر دخلاً بمختلف الأزمنة.

### الجوائز التي عرضها وفاز بها المرشح
تم ترشيح الفلم إلى جوائز زحل في تسعة فروع.وهم أفضل مخرج، وأروع فلم، وأفضل ملابس، وأفضل ماكياج، وأفضل موسيقى، وأفضل ممثل شاب (دانيال رادكليف)، وأفضل صوت مصطنع، وأفضل ممثلة مساعدة اميلداستونتون، وأفضل فروع سيناريو.ورشح الفلم أيضاً لجائزة على نموذج أفضل تصميم إنتاج، ول جوائزالأكاديمية البريطانية لفنون الأفلام والتلفزيون (BAFTA) لأفضل صور مصطنعة.

## روابط خارجية
- هاري بوتر وجماعة العنقاء على موقع IMDb (الإنجليزية)
- هاري بوتر وجماعة العنقاء على موقع ميتاكريتيك (الإنجليزية)
- هاري بوتر وجماعة العنقاء على موقع الموسوعة البريطانية (الإنجليزية)
- هاري بوتر وجماعة العنقاء على موقع روتن توميتوز (الإنجليزية)
- هاري بوتر وجماعة العنقاء على موقع نتفليكس (الإنجليزية)
- هاري بوتر وجماعة العنقاء على موقع قاعدة بيانات الأفلام العربية
- هاري بوتر وجماعة العنقاء على موقع ألو سيني (الفرنسية)
- هاري بوتر وجماعة العنقاء على موقع Turner Classic Movies (الإنجليزية)
- هاري بوتر وجماعة العنقاء على موقع أول موفي (الإنجليزية)
- هاري بوتر وجماعة العنقاء على موقع بوكس أوفيس موجو (الإنجليزية)